# Dmitri Donskoi

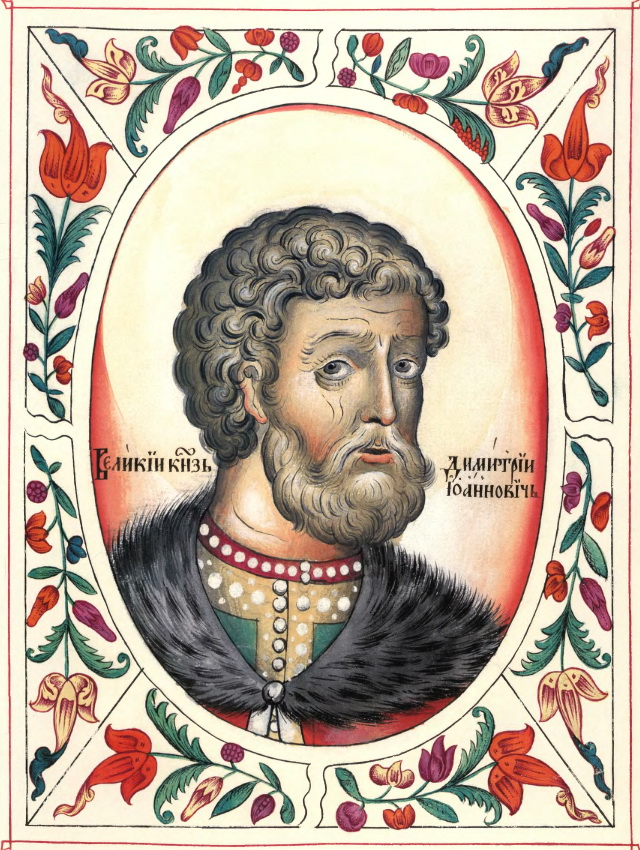
Dmitri Iwanowitsch Donskoi

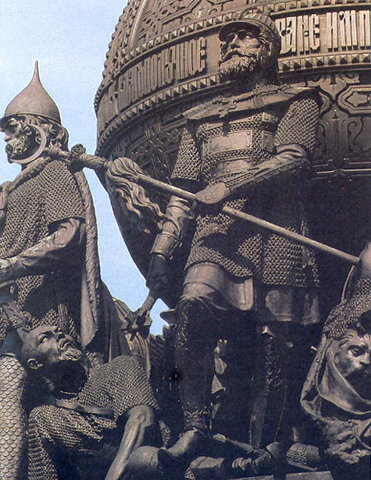
Mamai liegt unter den Füßen von Dmitri Donskoi; Figuren des Nationaldenkmals Tausend Jahre Russland in Nowgorod

Dmitri Iwanowitsch Donskoi (russisch Дмитрий Иванович Донской; * 12. Oktober 1350; † 19. Mai 1389) war von 1359 bis 1389 Großfürst von Moskau und Wladimir. Aufgrund seines 1380 errungenen Sieges über die Goldene Horde in der Schlacht auf dem Kulikowo Pole (bzw. „Schnepfenfeld“) nahe dem Don gilt er in Russland heute noch als Nationalheld und wurde von der Russisch-Orthodoxen Kirche heiliggesprochen. Von diesem Sieg leitet sich auch sein Beiname Donskoi („der vom Don“) ab.

## Herrschaft
Dmitri Iwanowitsch, Sohn des Großfürsten Iwan II., war noch minderjährig, als er die Regierung Moskaus übernahm. Zunächst versuchte er, die Großfürstenwürde zu erlangen, was im 13. und 14. Jahrhundert immer ein Grund für Streit unter den russischen Fürsten war. Sein Gegenspieler war 1362/63 Fürst Dmitri Konstantinowitsch von Susdal und Nischni Nowgorod, der 1360 in Sarai den Großfürstentitel erhielt, obwohl die traditionellen Gegenspieler Moskaus, Twer und Riasan weit stärker waren. Doch entschied Donskoi diesen Machtkampf für sich, da er die Macht des Metropoliten Alexius auf seiner Seite hatte, der beim Großkhan die Ernennung Dmitris zum Großfürsten erwirkte. Dmitri Konstantinowitsch gab 1365 die Großfürstenwürde ohne Kampf auf. Er  suchte, nachdem er selbständig geworden war, seine Macht zu erweitern und eroberte die Stadt Wladimir und weitete seine Macht gleichzeitig auf Rostow, Galitsch und Starodub (heute Kljasminski Gorodok) aus.
1367/68 wurde der Moskauer Kreml „aus weißem Stein“ (Kalkstein) neu aufgebaut und hatte noch im selben Jahr seine Feuertaufe: Litauen griff unter der Führung des Großfürsten Olgierd († 1377) an, im Bündnis mit Michael Alexandrowitsch, dem Fürsten von Twer. Zwar wurden die Moskauer an der Trosna geschlagen, doch kamen die Litauer vor der Kremlfestung zum Stillstand. Zwei Jahre später versuchte Donskoi eine Machtdemonstration und griff das Fürstentum Twer an. Michael von Twer reaktivierte das Bündnis mit den Litauern und versuchte auch die Mongolen zu überzeugen, Donskoi in seine Schranken zu weisen, doch diese verhielten sich abwartend. Ein weiteres Mal endete der Waffengang erst an den Mauern des Kremls mit einem Waffenstillstand. Trotz seiner militärischen Erfolge wollte Donskoi seine Macht ein weiteres Mal legalisieren und bestätigen lassen. So reiste er 1371 zum Khan der Goldenen Horde, und Mamai bestätigte die schon gewährte Großfürstenwürde. Im Gegensatz dazu erhielt der Fürst von Twer diese Bestätigung nicht. So war dies ein wichtiger Etappensieg.
Die kriegerischen Auseinandersetzungen nahmen aber kein Ende. 1372 wurde der Großfürst von Rjasan bei Skornitschew geschlagen. Hier sahen der Fürst von Twer und die mit ihm verbündeten Litauer eine weitere Chance zur Revanche gegen Donskoi. Doch diesmal wurden sie schon vor Moskau (bei Ljubuzk) vernichtend geschlagen und zum Frieden gezwungen. Ein Jahr später eroberten die Mongolen zwar Rjasan, konnten aber von Donskois Heer an der Oka zur Umkehr bewogen werden. Im Jahr 1375 griff Dmitri dann Twer an, belagerte die Stadt und zwang Michael zu einem endgültigen Frieden. Die litauischen Entsatztruppen kehrten um.

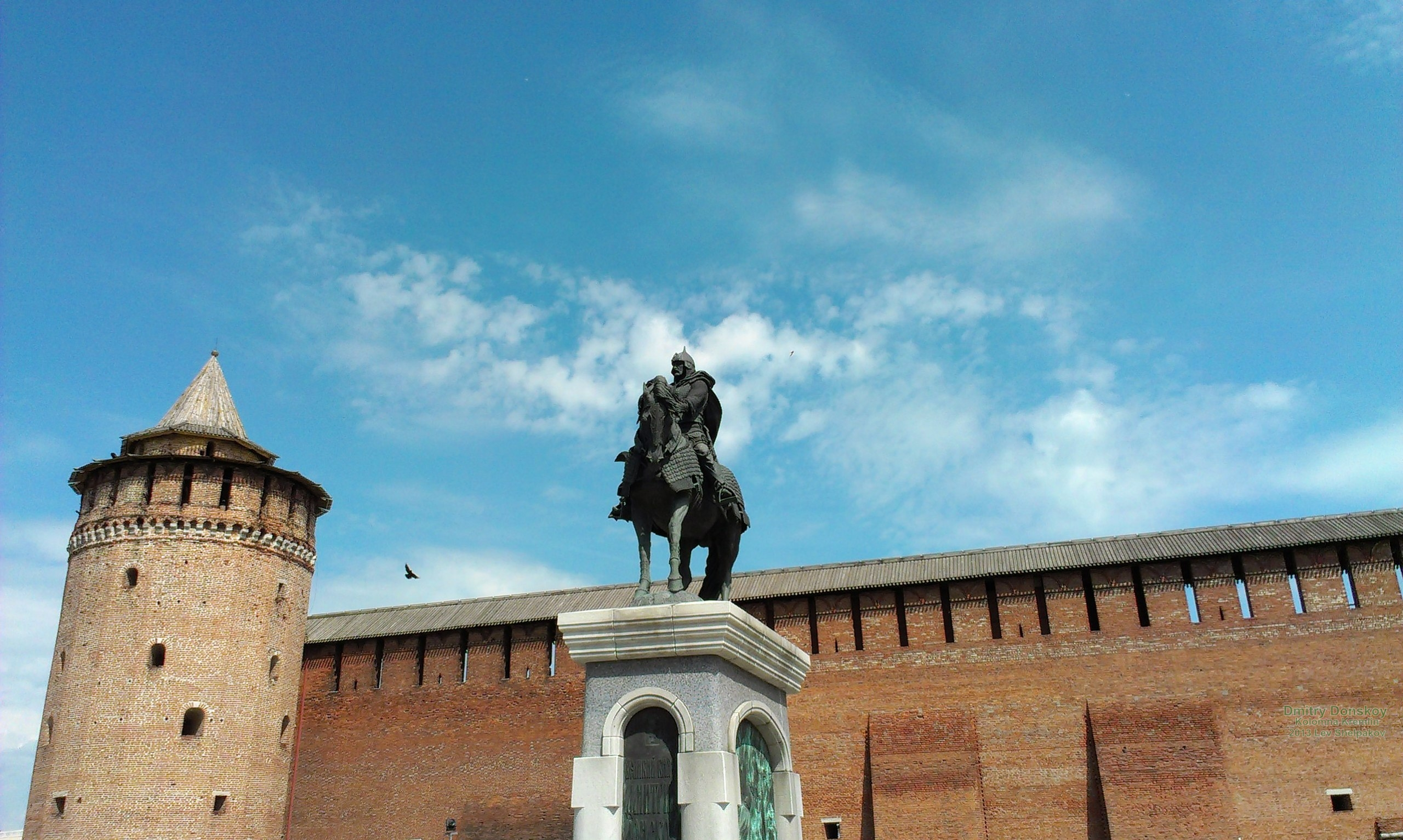
Donskoi-Denkmal vor dem Kreml von Kolomna

Donskoi versuchte, sich auch von den Mongolen durch militärische Erfolge zu emanzipieren. Die Siege 1378 an der Woscha/Oka und 1380 bei der Schlacht auf dem Kulikowo Pole waren zwar wichtig, jedoch nicht entscheidend.
Im Jahr 1382 drang Khan Toktamisch in Russland ein, streifte Wladimir und wandte sich gegen Moskau. Dmitri Donskoi versammelte seine Truppen, doch waren diese den Mongolen zahlenmäßig unterlegen. Donskoi verließ, wie die Nowgoroder Chronik vermerkt, angesichts der großen Zahl der Feinde Moskau mitsamt seiner Familie, angeblich, um im Nordosten neue Truppen aufzustellen. Die Truppen der Goldenen Horde belagerten Moskau zunächst erfolglos. Schließlich wandte Toktamisch eine List an und versicherte den Verteidigern, er sei nur der Feind Donskois und stehe der Stadt ansonsten wohlwollend gegenüber, wenn sie ihm Respekt erweise. Als die Moskauer die Tore öffneten und aus der Stadt rauskamen, veranstalteten die Mongolen wortbrüchtig ein Gemetzel und brannten große Teile der Stadt nieder. Bis auf Pereslawl-Salesski misslang die Einnahme weiterer Städte, so dass die Mongolen danach nach Süden abzogen. Dmitri ließ in dieser Ruhephase (1383) den unzuverlässigen Metropoliten Cyprian und seine Anhänger durch ihm geneigte Geistliche ersetzen und noch einmal Rjasan angreifen, um Oleg für sein Bündnis mit Mamai zu strafen.

## Rezeption

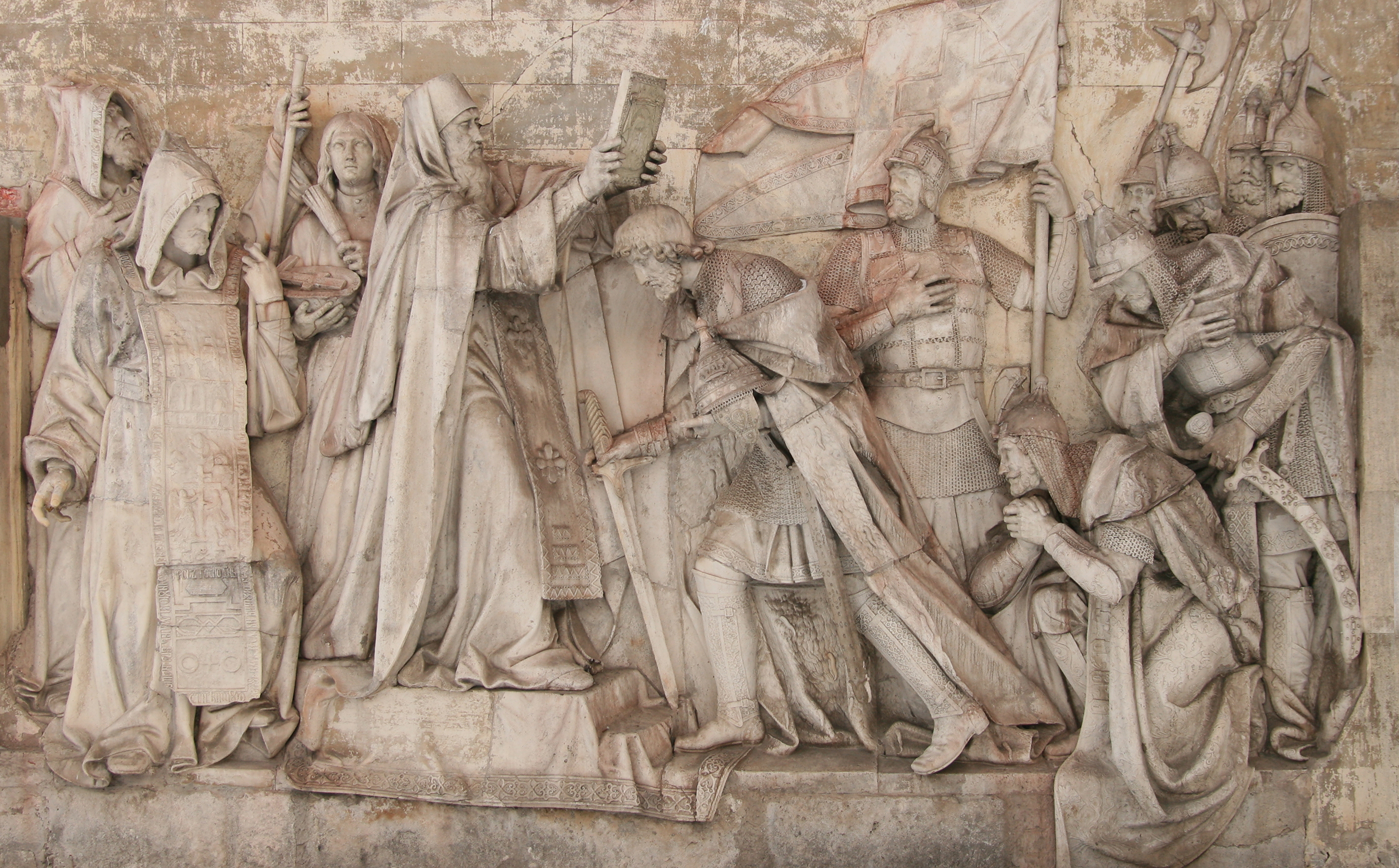
Die Segnung Dmitri Donskois durch Sergius von Radonesch. Relief von der ersten Christ-Erlöser-Kathedrale (1847–1849)

Dmitri Donskoi ist in die russischen Geschichtsschreibung als ein positiver tatkräftiger Herrscher eingegangen, der vor allem mit dem Sieg in der Schlacht bei Kulikowo assoziiert wird. Obwohl es 1382 zu einer erneuten Plünderung Moskaus durch die Goldene Horde und einer Wiederaufnahme der Tributzahlungen kam, wird hervorgehoben, dass der Sieg eine immense psychologische Bedeutung hatte, da er den Mythos von der Unbesiegbarkeit der Mongolen zerstörte und die politische Einheit der russischen Fürstentümer als notwendige Bedingung für die Befreiung aufzeigte. Dmitri Donskoi war der erste Großfürst, der den Großfürstentitel an seinen Sohn vererbte, ohne eine Erlaubnis des Khans zu erfragen. Die Goldene Horde war nicht mehr imstande, die Machtverhältnisse innerhalb Russlands zu ihren Gunsten zu strukturieren und musste in der Folgezeit zusehen, wie das Großfürstentum Moskau immer stärker wurde.
Nach dem Überfall Hitlerdeutschlands auf die Sowjetunion 1941 rüstete die Russisch-Orthodoxe Kirche „auf ihre Kosten eine Panzerkolonne aus, die den Namen ‚Dimitri Donskoi‘ erhielt.“ 1988 wurde er heiliggesprochen.
2002 wurde der Orden „Für den Dienst am Vaterland“ zur Erinnerung an Fürst Dmitri Donskoi und den ehrwürdigen Abt Sergius von Radonesch gestiftet. Ferner sind in Moskau der Dmitrij-Donskoi-Boulevard und die gleichnamige Metrostration der Serpuchowsko-Timirjasewskaja-Linie nach dem Fürsten benannt. Ebenso tragen zwei russische Kriegsschiffe seinen Namen, und zwar ein Panzerkreuzer und der strategische U-Kreuzer TK-208.